# 瓦卡镇
瓦卡镇，原为子庚乡，是中华人民共和国四川省甘孜藏族自治州得荣县下辖的一个乡镇级行政单位。

## 行政区划
瓦卡镇下辖以下地区：
瓦卡村、阿落贡村、曲岗顶村、阿称村、子实村、八子斯热村、子庚二村和子庚三村。

## 中国传统村落
- 2012年12月，八子斯热村被评为首批“中国传统村落”。
- 2013年8月，阿称村、子实村、子庚村被评为第二批中国传统村落。